# Don Juan (Strauss)
Don Juan ist eine symphonische Dichtung (Tondichtung) für großes Orchester von Richard Strauss. Sie entstand im Jahre 1888 und war die zweite Tondichtung (Op. 20) des damals 24-jährigen Komponisten. Don Juan wurde am 11. November 1889 in Weimar uraufgeführt, als Strauss dort Hofkapellmeister war.
Zu seiner Tondichtung wurde Strauss durch das dramatische Gedicht Don Juan von Nikolaus Lenau inspiriert. Das durchkomponierte Werk (Spieldauer ca. 18 Minuten) beginnt mit einer überschwänglichen Einleitung in E-Dur und einem kraftvollen Holzbläserthema für den Titelhelden. Es folgen lyrische Themen mit Solo-Violine und Oboen, abwechselnd mit dem Heldenthema, die das Liebeswerben des Frauenhelden untermalen. Nach einer überraschenden Generalpause endet das Werk in „ersterbendem“ e-Moll.

## Überblick
Für Strauss dient eine schriftliche Quelle als Grundlage für seine sinfonische Dichtung. Er wählte das Versdrama Don Juan von Nikolaus Lenau. Das Werk war zum Lesen bestimmt, nicht zur Aufführung. Strauss stellt einige Zeilen, in welchen Don Juan spricht, der Partitur voran, um dem Interpreten eine Stütze zum Verständnis zu geben. Strauss hat diese Abschnitte aus dem Werk Lenaus gewählt, um die psychologische Einstellung Don Juans zu verdeutlichen. Der Text dient dem Interpreten als Hilfe, die dargestellten Situationen so zu verstehen, wie Strauss es vorsieht. Dieses Stück ist ganz und gar als Vertonung eines erotischen Themas geschrieben.
Der erste Teil handelt von Don Juans Sehnsüchten und Wünschen. Er strebt nach Genuss und möchte die Herzen der Frauen erobern, seine Befriedigung erreichen. Strauss vertont dies in dem Thema Don Juans. Die Melodie ist rhythmisch und melodisch unbefangen und erscheint durch die vielen Punktierungen drängend und zielstrebig.
Im zweiten von Strauss gewählten Abschnitt manifestiert Don Juan seine Einstellungen und stellt seine Meinung über Lust und Frauen dar. Er fürchtet den Überdruss an einer einzelnen Frau, er strebt nach der Vielfalt vieler Frauen; er begehrt jeden Tag eine andere. »Ja! Leidenschaft ist immer nur die neue«, ruft er aus, was wohl seine Begründung sein dürfte. Das sollte durch die verschiedenen Themen der Geliebten zum Ausdruck gebracht werden.
Es gibt aber auch die andere Seite von Don Juan: Der letzte Abschnitt beschreibt einen niedergedrückten, unzufriedenen Don Juan. Er ist zwar zufrieden mit dem Vergangenen, wahrscheinlich einer vergangenen Liebesszene, nun aber fällt er in ein Loch aus Schwäche und innerer Leere. »Scheintot ist alles Wünschen, alles Hoffen« für ihn, man könnte sogar Gewissensbisse vermuten. Deutlich gezeigt wird das nach der Fastnachtszene: Urplötzlich lässt Strauss aus dem Fortissimo heraus die Streicher einen gebrochenen verminderten Septakkord schnell abwärts spielen. Pauken und Posaunen sowie Kontrabässe und Celli lassen einen gegen das vorherige strahlende Thema grauenhaften, Unheil verkündenden Klang erschallen.
Auch erotische und heroische Themen werden verwendet, um den Charakter Don Juan zu beschreiben. Diese sollen später im Zusammenhang erklärt werden.

## Aufbau und Gestaltung der Hauptthemen
Don Juan hat einen klassischen Aufbau: Strauss benutzt eine erweiterte Sonatenhauptsatzform. Es gibt auch die Möglichkeit, die Form als Rondo zu deuten. Beide Formen hat Strauss nicht sehr gewissenhaft behandelt und sie können unterschiedlich interpretiert werden. Die Tabelle gibt einen Überblick über das Werk und geht auf eine Analyse von Wilhelm Mauke aus dem Jahre 1905 zurück.
|                               | Takte   | Sonate                                                 | Rondo                                                                   |
| ----------------------------- | ------- | ------------------------------------------------------ | ----------------------------------------------------------------------- |
| Leitmotiv und Thema Don Juans | 1–41    | Exposition, 1. Thema                                   | Ritornell                                                               |
| Liebelei und Umgarnen         | 41–90   | Überleitung                                            | Überleitung                                                             |
| erste Liebesszene             | 90–168  | 2. Thema                                               | Episode                                                                 |
| Don Juan erlebt Abenteuer     | 169–196 | Durchführung                                           | Ritornell                                                               |
| Umgarnen                      | 197–231 | Überleitung                                            | Überleitung                                                             |
| zweite Liebesszene            | 232–313 | Überleitung                                            | Episode                                                                 |
| Sieger-Motiv                  | 313–350 | Überleitung (kann auch als 3. Thema betrachtet werden) | Episode (kann als Thema Don Juans auch als Ritornell betrachtet werden) |
| Maskenball                    | 351–421 | Überleitung                                            | Episode                                                                 |
| Schwertkampf                  | 422–566 | Reprise                                                | Ritornell                                                               |
| Erkenntnis und Tod            | 567–606 | Coda                                                   | Coda                                                                    |

### Leitmotiv und Thema Don Juans
Das Stück beginnt mit dem ersten der Themen Don Juans (Takt 1–4). Dieses Thema wird wiederholt als Leitmotiv verwendet und ist immer an den markanten rhythmischen Bewegungen zu erkennen. Die Sechzehntelbewegungen der Streicher, die Triolen und die Punktierungen sorgen für einen starken Erinnerungseffekt. Essentiell sind aber auch die folgenden Halben mit übergebundenen Vierteln in E-Dur, die ganz klar die Grundtonart festlegen, nochmals gefolgt von einer Kadenz und einem Crescendo. Dieses Eröffnungsmotiv ist eine Art kurze Ouvertüre, die den Charakter Don Juans kurz darstellt, bevor vor der gespannten Zuhörerschaft der Vorhang fällt. Mit einem schnellen Lauf der Holzbläser und der Streicher hört man den Vorhang fallen (Takt 5–7). Die Pauken schlagen, Don Juan tritt auf, in Form seines Hauptthemas (Takt 9).
Strauss gestaltet dieses Hauptthema (Takt 9–17) im Charakter seiner Hauptfigur. Die sich steigernde Melodie veranschaulicht die ungezügelte Art des Helden. Verstärkt wird dieser Effekt durch den Achtelabriss und Intervallsprung von einem Höhepunkt nach unten. Trompeten und Posaunen verschärfen dieses Aufbrausen. Von diesem Höhepunkt aus scheint ein wahrer Fall stattzufinden. Doch wieder geht es hinauf zu einem erneuten Höhepunkt. So wird die aufreizende und vorwärtsstürmende Seite Don Juans deutlich. Durch die Punktierungen entsteht ein drängender Eindruck, wodurch auch der Egoismus der Hauptfigur dargestellt wird.
Es folgt eine kühne Entwicklung des Hauptthemas und der Eröffnungsfigur, welche das Hauptthema in der Gegentonart C-Dur zitiert (Takt 18–39). Die Auflösung des thematischen Materials reißt jäh in einem Pausentakt (Takt 35ff.) ab, wodurch sich Spannung aufstaut. Diese wird entladen in einem erneuten Aufbrausen des nun erweiterten Leitmotivs. Der folgende Zwischenteil ist die erste Liebesszene von Don Juan (Takt 40–62). Man kann sie eher als »Liebelei« bezeichnen – sie ist sehr kurz. Das Thema seiner folgenden Begegnung wird kurz angespielt, doch es bricht sofort wieder ab. Das chromatisch abfallende Motiv der Klarinette drückt ein Gefühl der Resignation, Sättigung oder des Überdrusses in Don Juans Herz aus (Takt 53ff.), bis dieser sich jäh im Fortissimo von ihr losreißt (Takt 62 ff.). Der Held wendet sich von seiner Heldin ab (Takt 63–65) – und erblickt sofort eine neue Schönheit (Takt 66).

### Erste Liebesszene
Die erste große Liebesszene wird mit einem Terzett der Solo-Geige, des Glockenspiels und der Harfe eingeleitet (Takt 71–89). Man hört förmlich Don Juan seine Geliebte umgarnen (Solo-Violine), während sie sich ganz ihm unterwerfen zu wollen scheint (Harfe). Das Glockenspiel drückt eine Art Zauberwirkung des Liebhabers auf die Heldin aus, beide scheinen voneinander gebannt zu sein (Takt 71–89).
Nach dieser Überleitung gelangt Strauss in das zweite Thema, traditionell in der Dominante H-Dur (Takt 90). Die flächige Begleitung der Bläser wird durch einen Rhythmus aus Vierteln und Vierteltriolen abgelöst, auch die Harfe übernimmt Begleitfunktionen, das Glockenspiel setzt aus und die Violinen (Vl. 1, Vl. 2 und Solo-Vl.) übernehmen das Thema (teilweise zusammen mit einzelnen Bläsern). Es wird entwickelt; die Violinen verdeutlichen durch die kanonischen, imitatorischen Einsätze und die aufsteigenden Figuren das gegenseitige Umarmen der Liebenden. Allmählich verdichtet sich der Rhythmus der Bläser und die Arpeggien der Harfe werden schneller; die Liebenden erreichen einen Höhepunkt (Takt 149). Das Leitmotiv in den Celli scheint jedoch Don Juan wieder aufwachen zu lassen (Takt 153ff.). Seine Geliebte versucht, ihn weiter in seiner Traumwelt bei ihr zu behalten (Takt 156), jedoch entschwindet er und bricht auf zu neuen Abenteuern (Takt 160–168).

### Don Juan erlebt Abenteuer
Den nun folgenden Teil kann man als Durchführung bezeichnen: Bis zum nächsten Liebesthema wird von neuen Erlebnissen berichtet, Don Juans Thema wird musikalisch-thematisch unterteilt und verarbeitet, einer Durchführung entsprechend entwickelt (Takt 166–196).

### Zweite Liebesszene
Wieder entdeckt die Hauptfigur eine Dame. Er versucht sie für sich zu gewinnen (Takt 197–231). Die Celli und Bratschen übernehmen das Motiv seiner Verführungsversuche – durch die Synkopen wirkt seine Umgarnung impulsiv und leidenschaftlich. Sie scheint widerstehen zu wollen – die Flöte antwortet in hoher Lage ebenso sykopisch, d. h. rhythmisch versetzt, aber durch ein Vorhaltsmotiv in klagender Form (Takt 203–207). Doch Don Juan gibt nicht auf: Er nimmt einen neuen Anlauf, diesmal noch dringlicher; das Motiv erscheint jetzt auch in den Violinen (Takt 208–214); sie antwortet wie zuvor (Takt 215 ff.) Schließlich kann er ihren Widerstand brechen: Die Flöten lassen sich mit dem Punktierungsmotiv aus dem Leitmotiv in Hörnern und Trompeten zurückdrängen; der Klang verfällt langsam in eine Traumwelt (Takt 232).
Diese Liebesszene ist eine der bekanntesten und innigsten überhaupt (Takt 232–313). Die Streicher übernehmen Begleitfunktionen, der warme Klang der Oboe stellt das Thema vor, das später auch von den anderen Holzbläsern aufgegriffen wird; nur selten wird es vom Horn zitiert. Das Thema ist »sehr getragen und ausdrucksvoll« zu spielen und ist rhythmisch auch entsprechend ausgedehnt gestaltet. Synkopen drücken nochmals Leidenschaft aus, diese Leidenschaft wird durch die warme aufsteigende Begleitung der Celli noch verdeutlicht. Auch hier schlingen sich die Melodien der Oboe und Klarinette (auch Fagott) schließlich ineinander, wodurch die Umarmung und Erotik der Szene zum Ausdruck gebracht wird (Takt 268–289).
Natürlich geht auch diese Liebesnacht vorbei. Flöten und Violinen übernehmen das Thema (Takt 297 ff) und scheinen melodisch stehenzubleiben (Takt 302–306). Die Streicher greifen das vorherige Motiv der Celli aus dem Beginn dieser Episode auf und steigern die Stimmung der Hauptfigur hin zu einem neuen Thema: Das Heldenthema Don Juans (Takt 307–315).

### Das Siegesthema Don Juans
Don Juan wird jetzt nicht mehr kühn und ungestüm dargestellt, sondern als Held (Takt 315–350). Dieses neue Thema beginnt mit der Umkehrung des Motivs seiner letzten Liebesszene (siehe Takt 252, Oboe): Die Oktave kündigt Don Juan als Held an, fortgeführt durch den wiederholten Vorhalt mit Umspielung. Die Pause sorgt zusätzlich für einen Spannungsstau. Es wird dreimal sequenziert, dabei das letzte Mal entwickelt und mit dem ersten Motiv verknüpft. Der Siegesjubel endet mit einer Entwicklung des Eingangsmotivs des Werks; durch die Triolen, die verspätete Achtel und das Ende auf der Dominant-Terz wirkt das Thema ge- und beschlossen und damit unumstößlich. Don Juans Geliebte protestiert »agitato« gegen die Ausflüchte ihres Helden aus ihrer Liebe, doch dieser lässt sich nicht stoppen und zieht weiter ungestüm seiner Wege (Leitmotiv, Takt 337ff.).

### Fastnachtszene/Maskenball
Don Juan stürzt sich in ein wildes Fest (Takt 351–421), dargestellt durch die Scherzo-Figur und die Vortragsbezeichnung »giocoso«. Seine Heldenhaftigkeit wird insofern etwas ins Lachhafte gezogen, als das Siegerthema zunächst vom Glockenspiel zitiert wird (Takt 358 ff.). Durchführungsartig wird nach einem Tutti-Lauf das Leitmotiv entwickelt wird und das Siegesthema und das Scherzothema gewissermaßen kontrapunktisch überlagert und mehr und mehr dramatisch. Wie durch eine bedeutende Erkenntnis fällt der Held plötzlich in ein tiefes Loch von Niedergedrücktheit, Auswegslosigkeit und Selbstzweifel: Die Erkenntnis wird dabei durch einen lautstarken verminderten Septakkord zu Klang gebracht (Takt 421), die nach einem fallenden Arpeggio in das psychologische Loch führt, schrecklich dargestellt durch Pauken, tiefe Posaunen und tiefe Streicher (Takt 424 ff.). Zweifel werden in Form verschiedener Akkordfolgen und Klangfarben aufgeführt, seine drei Geliebten schweben der Reihe nach an seinem geistigen Auge vorbei; die Themen der musikalisch beschriebenen drei Liebschaften Don Juans werden nacheinander zitiert (Takte 431, 438, 444).
Ein kurzer H7-Akkord im »staccato« bzw. »pizzicato« löst die Zweifel auf (Takt 457) und kündigt die Herausforderung des Sohnes eines Edelmanns, Don Pedro, auf einen Kampf bis zum Tod an. Mit großer Feinfühligkeit schafft Strauss Spannung, indem er über einem Orgelpunkt auf der Dominante sukzessive mit wachsender Instrumentation das Eröffnungsthema entwickelt (Takt 458–473). Man hört Don Juan Kraft für das bevorstehende Duell schöpfen, bis der Kampf in der Reprise ausbricht (Takt 474).

### Schwertkampf mit Don Pedro
Der Kampf wird in prächtigsten Farben geschildert, Don Juans Themen jubeln und strahlen in der Tonika E-Dur (Takt 474–566). Nach dem Moment einer Generalpause (Takt 563) erringt Don Juan im Kampf den Sieg. Der repetierte Dominantakkord (H-Dur, Takt 577–584) wird ins Unermessliche gesteigert – bis er plötzlich abbricht. Don Juan scheint erkannt zu haben, dass Siegen wertlos ist, und gibt sich dem Dolch seines Gegners hin. Geschildert wird dies durch einen fahlen, im pianissimo gespielten a-moll-Akkord (also der Moll-Subdominante), in den die Trompete im mezzoforte ein klingendes F, also eine Dissonanz, als den Todesstich des gegnerischen Dolches hineinspielt (Takt 586ff.). Die Streicher stellen das Ableben des Helden durch langsam absteigende Triller dar (Takt 588). Ein schnell und leise aufsteigender Lauf der 1. Violinen (Takt 595) kann das Entschwinden von Don Juans Seele symbolisieren. Das Werk endet leise und in e-moll, also in der Moll-Tonika, mit drei symbolischen, letzten, schwachen Akkordstößen (Takt 603). Das Leben des Helden ist tragisch beendet.

## Die Uraufführung
Die Uraufführung mit der Hofkapelle Weimar unter der Leitung des jungen Komponisten wurde ein großer Erfolg und legte den Grundstein für seinen späteren Ruhm als überragender Vertreter der Spätromantik und Meister der Tondichtung. Auch heute noch wird das Werk in Symphoniekonzerten viel gespielt. Einspielungen auf CD existieren mit fast allen namhaften Orchestern und Dirigenten.

## Besetzung
Verlangt wird vom Komponisten ein großes Orchester mit folgender Besetzung:
3 Flöten (3. auch Piccoloflöte), 2 Oboen, Englisch Horn, 2 Klarinetten, 2 Fagotte, Kontrafagott, 4 Hörner, 3 Trompeten, 3 Posaunen, Tuba, Harfe, Pauken, Triangel, Becken, Glockenspiel, Streicher